# 失宠于上帝的孩子们
《失宠于上帝的孩子们》（英語：Children of a Lesser God）是1986年的美国电影，由兰达·海恩斯执导，Hesper Anderson和马克·梅多夫编剧，根据马克创作的同名舞台剧改编，该剧曾演出了887场并获得过托尼奖。
威廉·赫特和聋哑女演员玛丽·玛特琳分别在片中扮演男、女主角，两人都是一所聋哑人学校的工作人员。其中威廉饰演的是一位教师，而玛丽出演的则是一位保管员。本片是玛丽出演的第一部电影，也是有声片历史上的第一部由聋哑人出演主角的电影。本片中的精彩表演为她赢得了第59届学院奖女主角奖，获奖时她年仅21岁，不但至今仍是学院奖历史上最年轻的女主角奖得主，更是唯二获得学院奖肯定的聋哑人。

## 剧情
莎拉·诺曼（英語：Sarah Norman，玛丽·玛特琳饰）是一位聋哑的年轻女子，她在新英格兰一家专为重听或聋哑学生提供教育服务的学校做清洁工。

## 演员表
- 威廉·赫特饰James Leeds
- 玛丽·玛特琳饰Sarah Norman
- 派珀·劳瑞饰Norman夫人
- 菲利普·博斯科Philip Bosco（英语：菲利普·博斯科Philip Bosco）饰Curtis Franklin大夫

## 片名
本片片名“Children of a Lesser God”来源于著名桂冠诗人丁尼生创作的《國王敘事詩》的第12章，其中的内容如下：

I found Him in the shining of the stars,

I marked Him in the flowering of His fields,

But in His ways with men I find Him not.

I waged His wars, and now I pass and die.

O me! for why is all around us here

As if some lesser god had made the world,

But had not force to shape it as he would,

Till the High God behold it from beyond,

And enter it, and make it beautiful?

Or else as if the world were wholly fair,

But that these eyes of men are dense and dim,

And have not power to see it as it is:

Perchance, because we see not to the close;—

For I, being simple, thought to work His will,

And have but stricken with the sword in vain;

And all whereon I leaned in wife and friend

Is traitor to my peace, and all my realm

Reels back into the beast, and is no more.

My God, thou hast forgotten me in my death;

Nay — God my Christ — I pass but shall not die.

## 票房
本片上映首周票房收入为190万9084美元，北美电影票房排行榜名列第5位，并在十强榜上保持了8个星期，最终入账3185万3080美元。

## 反响

### 专业评论
《失宠于上帝的孩子们》上映后获得了评论界普遍的好评，在烂蕃茄网站上影片的新鲜度为81%。评论家大多特别赞扬了两位主角的表演。《时代周刊》的Richard Schickel称赞女主角玛丽“拥有能够将情绪都过手语表现出来并吸引观众的不寻常天赋，表现出强烈但又不致令人感到疏远的聪明才智。”《芝加哥太阳报》知名影评人罗杰·埃伯特给予影片三星的评价（最高为四星），称这部影片“新颖而富挑战”，并表示自己“对这部电影所告诉他的每一个与聋哑有关的内容都很感兴趣。”他还称赞影片中的无论是威廉·赫特这样其时代最优秀的男演员之一，还是玛丽这样初登大银幕的女演员，其表演气场均强大而完美。《华盛顿邮报》的Paul Attasanio也称赞玛丽“面对的最大挑战就是在无法言语的情况下进行交流，但玛特琳已经像无声片时代的那些演员们所做到的那样，用她的眼神和手势来进行表演。”
威廉和玛丽之后都得到了学院奖的提名，玛丽最终成为了至今（截止第85届学院奖）唯一一部获得过学院奖肯定的聋哑人，并且她获奖时年仅21岁，至今仍然是最年轻的女主角奖得主。

### 获奖与提名
获奖：
- 第59届学院奖女主角奖：玛丽·玛特琳
- 第44届金球奖最佳电影女主角奖（正剧类）：玛丽·玛特琳
- 第37届柏林国际电影节银熊奖：兰达·海恩斯[12]

提名：
- 第59届学院奖：最佳影片、男主角、女配角、原著改编
- 英国电影学院奖：最佳改编剧本
- 第37届柏林国际电影节金熊奖
- 第44届金球奖最佳影片（正剧类）、电影男主角（正剧类）